# Enargia conjuncta
Enargia conjuncta är en fjärilsart som beskrevs av W. Warren 1911. Enargia conjuncta ingår i släktet Enargia och familjen nattflyn. Inga underarter finns listade i Catalogue of Life.